# Coppa Cicogna
La Coppa Cicogna és una competició ciclista italiana d'un sol dia que es disputa als voltants de Cicogna, una frazione de Terranuova Bracciolini, a la Toscana. Creat al 1952, està reservada a ciclistes menors de 23 anys i a amateurs.

## Palmarès
| Any       | Vencedor              | Segon              | Tercer              |
| --------- | --------------------- | ------------------ | ------------------- |
| 1920      | Carlo Ferretti        |                    |                     |
| 1921      | Jacone Nocentini      |                    |                     |
| 1922      | Libero Acanti         |                    |                     |
| 1923-1930 | No disputada          |                    |                     |
| 1931      | Martino Tani          |                    |                     |
| 1932      | No disputada          |                    |                     |
| 1933      | Aldo Bini             |                    |                     |
| 1934-1937 | No disputada          |                    |                     |
| 1938      | Alfredo Martini       |                    |                     |
| 1939-1953 | No disputada          |                    |                     |
| 1954      | Sergio Pagliazzi      |                    |                     |
| 1955      | Jader Gorini          |                    |                     |
| 1956      | Pierluigi Secci       |                    |                     |
| 1957      | Franco Naldini        |                    |                     |
| 1958      | Idrio Bui             |                    |                     |
| 1959      | Roberto Poggiali      |                    |                     |
| 1960      | Giovanni Cavalcanti   |                    |                     |
| 1961      | Livio Trapè           |                    |                     |
| 1962      | Vincenzo Meco         |                    |                     |
| 1963-1964 | No disputada          |                    |                     |
| 1965      | Mario Mancini         |                    |                     |
| 1966      | Gabriele Pisauri      |                    |                     |
| 1967      | Cesarino Carpanelli   |                    |                     |
| 1968      | Donato Giuliani       |                    |                     |
| 1969      | Angelo Bassini        |                    |                     |
| 1970      | No disputada          |                    |                     |
| 1971      | Massimo Tremolada     |                    |                     |
| 1972      | Rocco Gatta           |                    |                     |
| 1973      | Serge Parsani         |                    |                     |
| 1974      | Alfredo Luddi         |                    |                     |
| 1975      | Phil Edwards          |                    |                     |
| 1976      | Giuseppe Martinelli   |                    |                     |
| 1977      | Antonio Ciarrocca     |                    |                     |
| 1978      | Emanuele Bombini      |                    |                     |
| 1979      | Walter Pettinati      |                    |                     |
| 1980      | Ivano Maffei          |                    |                     |
| 1981      | Giancarlo Baldoni     |                    |                     |
| 1982      | Antonio Ciarrocca     |                    |                     |
| 1983      | Lucio Forasacco       |                    |                     |
| 1984      | Romano Randi          |                    |                     |
| 1985      | Massimo Podenzana     |                    |                     |
| 1986      | Mauro Sandroni        |                    |                     |
| 1987      | Luca Gelfi            |                    |                     |
| 1988      | Davide Bracale        |                    |                     |
| 1989      | Paolo Lanfranchi      |                    |                     |
| 1990      | Luigi Simion          |                    |                     |
| 1991      | Gian Matteo Fagnini   |                    |                     |
| 1992      | Fabio Casartelli      |                    |                     |
| 1993      | Elio Aggiano          |                    |                     |
| 1994      | Rudy Mosole           |                    |                     |
| 1995      | Michele Bedin         |                    |                     |
| 1996      | Michele Bedin         |                    |                     |
| 1997      | Gianni Gobbini        |                    |                     |
| 1998      | Stefano Guerrini      |                    |                     |
| 1999      | Eliseo Dal Re         |                    |                     |
| 2000      | Luca Barattero        |                    |                     |
| 2001      | Sergey Krushevskiy    |                    |                     |
| 2002      | Antonio Quadranti     |                    |                     |
| 2003      | Aliaksandr Kuchynski  |                    |                     |
| 2004      | Riccardo Riccò        |                    |                     |
| 2005      | Denis Shkarpeta       |                    |                     |
| 2006      | Cristiano Fumagalli   | Vitaliy Kondrut    | Mattia Turrina      |
| 2007      | Oleksandr Surutkovych | Mauro Finetto      | Roberto Cesaro      |
| 2008      | Oleksandr Surutkovych | Sacha Modolo       | Andrea Piechele     |
| 2009      | Pierpaolo De Negri    | Gabriele Tassinari | Massimo Pirrera     |
| 2010      | Andrea Concini        | Vitali Brichak     | Sante Marco Liquori |
| 2011      | Enrico Battaglin      | Daniele Aldegheri  | Stefano Agostini    |
| 2012      | Alessandro Mazzi      | Alfio Locatelli    | Enrico Barbin       |
| 2013      | Andrea Zordan         | Paolo Colonna      | Davide Formolo      |
| 2014      | Giacomo Berlato       | Alessandro Tonelli | Alex Turrin         |
| 2015      | Enrico Salvador       | Andrea Montagnoli  | Simone Velasco      |
| 2016      | Szymon Rekita         | Nicola Bagioli     | Matteo Fabbro       |
| 2017      | Alessandro Covi       | Aleksandr Vlàssov  | Giulio Branchini    |
| 2018      | Alessandro Covi       | Michele Corradini  | Francesco Romano    |
| 2019      | Andrea Bagioli        | Gabriele Benedetti | Daniel Smarzaro     |